# 大迪斯纳克
大迪斯纳克（德語：Groß Disnack）是德国石勒苏益格－荷尔斯泰因州的一个市镇。总面积5.99平方公里，总人口86人，其中男性51人，女性35人（2011年12月31日），人口密度14人/平方公里。